# 環境省大臣官房
環境省大臣官房（かんきょうしょうだいじんかんぼう）は、日本の環境省の内部部局の一つ。環境省の所掌事務に関する総合調整等を行い、環境保健部が置かれている。

## 職務
主な職務は下記の通りである。
- 中央環境審議会及び公害対策会議の庶務に関すること。
- 情報システムの整備及び管理に関すること。
- 国立国会図書館支部環境省図書館に関すること。
- エネルギー対策特別会計のエネルギー需給勘定及び電源開発促進勘定の経理に関すること。
- エネルギー対策特別会計のエネルギー需給勘定及び電源開発促進勘定に属する行政財産及び物品の管理に関すること。
- 東日本大震災復興特別会計の経理のうち環境省の所掌に係るものに関すること
- 東日本大震災復興特別会計に属する国有財産の管理及び処分並びに物品の管理のうち環境省の所掌に係るものに関すること
- 地方環境事務所の組織及び運営一般に関すること。
- 地方における環境省の所掌事務に関する調査、資料の収集及び整理に関すること。

なお、他省の大臣官房と共通する職務については、大臣官房#所掌事務を参照

## 組織
- 官房長
- 政策立案総括審議官
- サイバーセキュリティ・情報化審議官
- 審議官（3名） 
  - 秘書課
    - 地方環境室
    - 人材育成・業務改革推進室
    - 企画官（1名）
    - 調査官（1名）

  - 総務課
    - 広報室
    - 公文書監理室
    - 国会連絡室
    - 環境情報室

  - 会計課
    - 監査指導室
    - 庁舎管理室
- 環境保健部
  - 企画課
    - 保健業務室
    - 特殊疾病対策室
    - 石綿健康被害対策室
    - 熱中症対策室
    - 公害補償審査室

  - 化学物質安全課
    - 化学物質審査室
    - 水銀・化学物質国際室
    - 環境リスク評価室
    - 環境リスク情報分析官

  - 放射線健康管理担当参事官
- 地域脱炭素推進審議官
  - 地域政策課
    - 地域循環共生圏推進室

  - 地域脱炭素事業推進課
  - 地域脱炭素政策調整担当参事官

## 歴代官房長
| 氏名             | 就任年月日       | 前職                               | 後職               | 備考             |
| 環境庁長官官房長 | 環境庁長官官房長 | 環境庁長官官房長                   | 環境庁長官官房長   | 環境庁長官官房長 |
| ---------------- | ---------------- | ---------------------------------- | ------------------ | ---------------- |
| 大西孝夫         | 1993年6月29日    | 自然保護局長                       | 企画調整局長       |                  |
| 田中健次         | 1995年7月4日     | 厚生省薬務局長                     | 企画調整局長       |                  |
| 岡田康彦         | 1996年7月5日     | 大蔵省証券取引等監視委員会事務局長 | 企画調整局長       |                  |
| 太田義武         | 1998年1月9日     | 内閣官房首席内閣参事官             | 企画調整局長       |                  |
| 丸山晴男         | 1999年7月27日    | 自然保護局長                       | 退官               |                  |
| 環境省大臣官房長 |                  |                                    |                    |                  |
| 炭谷茂           | 2001年1月6日     | 厚生労働省社会・援護局長           | 総合環境政策局長   |                  |
| 松本省蔵         | 2001年7月1日     | 環境管理局長                       | 総合環境政策局長   |                  |
| 田村義雄         | 2003年7月1日     | 財務省関税局長                     | 総合環境政策局長   |                  |
| 西尾哲哉         | 2004年7月1日     | 環境管理局長                       | 総合環境政策局長   |                  |
| 小林光           | 2006年9月5日     | 地球環境局長                       | 総合環境政策局長   |                  |
| 南川秀樹         | 2008年7月22日    | 地球環境局長                       | 地球環境審議官     |                  |
| 谷津龍太郎       | 2010年8月10日    | 大臣官房廃棄物・リサイクル対策部長 | 環境事務次官       |                  |
| 鈴木正規         | 2012年9月7日     | 地球環境局長                       | 環境事務次官       |                  |
| 森本英香         | 2014年7月8日     | 原子力規制庁次長                   | 環境事務次官       |                  |
| 鎌形浩史         | 2017年7月14日    | 地球環境局長                       | 環境事務次官       |                  |
| 正田寛           | 2019年7月9日     | 自然環境局長                       | 地球環境審議官     |                  |
| 鑓水洋           | 2021年7月1日     | 国税庁次長                         | 総合環境政策統括官 |                  |
| 上田康治         | 2023年7月1日     | 総合環境政策統括官                 | 現職               |                  |